# Saint-Zénon-du-Lac-Humqui
Saint-Zénon-du-Lac-Humqui es un municipio parroquial canadiense situado en la provincia de Quebec.

## Superficie
Saint-Zénon-du-Lac-Humqui tiene una superficie de 113,09 km².

## Demografía
En 2021, tenía 370 habitantes, una densidad poblacional de 3,3 hab./km², y 283 viviendas.